# Église Saint-Pierre-aux-Liens d'Engayrac
Pour les articles homonymes, voir Église Saint-Pierre-aux-Liens.
L'église Saint-Pierre-aux-Liens est une église catholique située à Engayrac, en France.

## Localisation
L'église est située dans le département français de Lot-et-Garonne, sur la commune d'Engayrac.

## Historique
L'édifice est classé au titre des monuments historiques en 1920.